# Cunina proboscidea
Cunina proboscidea is een hydroïdpoliep uit de familie Cuninidae. De poliep komt uit het geslacht Cunina. Cunina proboscidea werd in 1871 voor het eerst wetenschappelijk beschreven door E. & L. Metschnikoff. 